# Znaki Czasu (miesięcznik)
Znaki Czasu – miesięcznik religijno-społeczny Kościoła Adwentystów Dnia Siódmego w RP, wydawany przez Wydawnictwo „Znaki Czasu”. Ukazuje się od 1910 r. Nakład pisma w 2014 roku wynosił 6900 egzemplarzy. Redaktorem naczelnym jest pastor Andrzej Siciński.
Czasopismo propaguje adwentystyczne rozumienie wartości chrześcijańskich. Jego tematyką jest głównie religia chrześcijańska i związane z nią pozostałe tematy, takie jak: kreacjonizm, moralność, zdrowie fizyczne i psychiczne, dieta, ewangelizacja czy Biblia w świetle historii i archeologii. Celem miesięcznika jest poruszanie spraw i tematów bieżących z perspektywy adwentystycznej interpretacji Pisma Świętego, stąd na jego łamach propagowane są takie teorie jak kreacjonizm młodej Ziemi.